# Gaetano Afeltra
Gaetano Afeltra (Amalfi, 11 marzo 1915 – Milano, 9 ottobre 2005) è stato un giornalista e scrittore italiano.

## Biografia
Penultimo dei nove figli di Luigi Afeltra, segretario comunale di Amalfi, passò l'infanzia e l'adolescenza nel paese natale, i cui ricordi e tradizioni furono in seguito da lui narrati nei suoi libri e saggi culturali. Con l'obiettivo di diventare giornalista, il 25 settembre 1934 si trasferì a Milano, dove viveva il fratello maggiore, Cesare, che lavorava per il Corriere della Sera e che gli aveva trasmesso la passione per il giornalismo. Il fratello, sebbene lo avesse sconsigliato dall'intraprendere la carriera, lo aiutò a trovare lavoro e lo introdusse nell'ambiente di Milano.
Dopo qualche collaborazione ed una breve esperienza giornalistica all'Ambrosiano, alla fine del 1942 fu chiamato al Corriere della Sera dall'allora direttore Aldo Borelli. Con l'occupazione tedesca seguita ai fatti dell'8 settembre 1943, Afeltra si autosospese dal giornale. Il 25 aprile 1945 rientrò a Milano con Mario Borsa, in tempo per realizzare il Corriere del giorno dopo. Il 26 aprile il giornale uscì con la testata Il Nuovo Corriere; rimase un numero unico poiché il CLN decise la sospensione immediata di tutte le testate compromesse con la Repubblica Sociale. 

Afeltra fu capocronista al Giornale Lombardo (1945), poi passò a condurre la redazione di Milano Sera (dalla fine del 1945 al giugno 1946). Dopo queste esperienze fu richiamato al Corriere della Sera, ormai tornato in edicola, e da quel momento in poi ricoprì incarichi prestigiosi all'interno del quotidiano: nominato redattore capo da Guglielmo Emanuel, venne poi confermato dal successore Mario Missiroli, con il quale creò un solido connubio. Suo fu il merito di aver "lanciato" nuove firme come Goffredo Parise, Alfonso Gatto, Domenico Rea e Alberto Arbasino.
Nel 1954 fu il responsabile del Corriere d'Informazione. Infine nel 1961 divenne vicedirettore del Corsera. Lasciò il giornale nel 1963 per dissensi con il nuovo direttore Alfio Russo. Cominciò a dedicarsi ad un altro progetto: un nuovo quotidiano fortemente voluto dalla casa editrice Rizzoli. Si doveva chiamare Oggi. Afeltra vi lavorò insieme con Gianni Granzotto che doveva diventarne il direttore. Il progetto non vide mai la luce.
Successivamente fu consulente per la casa editrice Domus. Gli fu offerta la direzione del Mattino, il principale quotidiano di Napoli e del Mezzogiorno. Ma Afeltra rifiutò perché non voleva lasciare Milano. Dal 1972 al 1980 diresse Il Giorno, per poi rientrare nuovamente al Corriere in qualità di collaboratore per le pagine culturali e di consigliere d'amministrazione, cariche mantenute fino alla morte, sopraggiunta nella sua abitazione milanese di via Manzoni il 9 ottobre 2005. Afeltra era molto legato alla sua terra di origine, e quando ne aveva la possibilità, tornava spesso ad Amalfi per rivedere familiari e conoscenti.

## Opere

### Originali
- Corriere primo amore: storia e mito di un grande giornale, Milano, Bompiani, 1984.
- Desiderare la donna d'altri, Milano, Bompiani, 1985.
- Missiroli e i suoi tempi. Splendori e debolezze di un uomo di ingegno, Milano, Bompiani, 1985.
- Nascita dei cannelloni ad Amalfi, Collana Il gheriglio, Avagliano, 1987.
- Famosi a modo loro. Una storia dei nostri giorni attraverso gli uomini, Milano, Rizzoli, 1988. ISBN 88-17-85090-X.
- Com'era bello nascere nel lettone. Immagini storie persone di un tempo che non passa, Collana Saggi italiani, Milano, Rizzoli, 1991, ISBN 88-17-67367-6.
- I 45 giorni che sconvolsero l'Italia. 25 luglio-8 settembre. Dall'osservatorio di un grande giornale[6], Milano, Rizzoli, 1993. ISBN 88-17-84265-6.
- La spia che amò Ciano. L'idillio aspettando la morte, Collana Saggi italiani, Milano, Rizzoli, 1993, ISBN 9788817842983.
- G. Afeltra-Dino Buzzati, Positano darà la luce al mondo, Prefazione di Rino Mele, Avagliano, 1994, ISBN 978-88-860-8114-6.
- Mordi la mela, ragazzo. Le inquietudini amorose del Sud, Collana La Gaja Scienza, Milano, Longanesi, 1995. ISBN 88-304-1328-3.
- Spaghetti all'acqua di mare. Sapori di un'infanzia meridionale, Cava dei Tirreni, Avagliano, 1996, ISBN 88-86081-45-6.
- Milano amore mio, Collana Saggi italiani, Milano, Rizzoli, 2000, ISBN 88-17-86619-9.

### Curatele
- Farabola fotografo d'assalto. Cronaca di Milano negli anni Quaranta, testi di G. Afeltra, Milano, Rusconi, 1982.
- Almeno questanno fammi promosso. Gaetano Afeltra presenta 130 temi di ragazzi del nord, A cura di Benito Mazzi, Collana Saggi italiani, Milano, Rizzoli 1991, ISBN 88-17-84128-5.
- Dal giornalismo alla letteratura, a cura di G. Afeltra e Silvana Cirillo, Torino, Einaudi Scuola, 1994.